# 휴렛 팩커드
휴렛 팩커드 컴퍼니(영어: Hewlett-Packard Company 휼릿패커드 컴퍼니[*], HP)는 미국 굴지의 컴퓨터 제조및 판매 회사였다. 개인용 컴퓨터, 노트북, 서버, 프린터 등의 다양한 제품을 생산했다. 심장 초음파장비 소노스(Sonos) 시리즈와 ECG 모니터 사업은 에질런트 테크놀로지스(Agilent Tecnologies)로 분사했고, 필립스가 이를 합병하였다. 
공동창업자인 윌리엄 휴렛과 데이비드 팩커드는 1960년대 후반 HP의 주식 등을 기부해 휴렛제단과 팩커드재단을 각각 만들어 미국과 세계 각국의 가족 및 환경보호사업에 나선다. 패커드재단은 1964년, 휴렛재단은 1966년에 창립했다. 재단으로서 팩커드재단을 앞서 만들었지만 실제 활동은 휴렛재단이 먼저 시작해 자선활동에서도 휴렛과 팩커드는 상호 협력하며 경쟁하는 사이다.
2015년 11월 1일에 컴퓨터 관련 제조 사업인 HP 주식회사와 클라우드 관련 산업인 휴렛 팩커드 엔터프라이즈로 각각 분할하여 전략적 분할을 하였다.

## 역사
윌리엄 휼릿과 데이비드 패커드 모두 1934년에 스탠퍼드 대학교를 졸업했다. 1939년 미국 대공황기에 캘리포니아의 팰러앨토의 한 차고에서 사업을 시작했다. 휼릿과 패커드는 동전을 던져 그들이 설립할 회사의 이름을 "휴렛 팩커드"로 할 것인지 아니면 "팩커드 휴렛"으로 할 것인지 결정하기로 하였다. 비록 패커드가 동전 던지기에서 이겼지만 그는 회사 이름을 여러 번 되뇌고서 회사 이름을 "휴렛 팩커드"로 지었다.
1999년 초 위기의식을 느낀 휴렛 팩커드가 회사 설립 이후 처음으로 외부에서 최고경영자를 별도로 선임하였다. 휴렛 팩커드는 성장 잠재력과 인력, 기술, 훌륭한 브랜드 등을 가졌만, 정작 회사를 한 단계 끌어올릴 무언가를 놓치고 있다는 지적이 나온 시점이었다. 이런 상황을 감안해도, 루슨트 테크놀로지의 칼리 피오리나가 HP의 CEO로 뽑힌 것은 예상 밖이었다. 피오리나가 1998년 포춘지가 '미국에서 가장 영향력 있는 여성 경영인'으로 뽑은 스타 경영인이긴 하지만,그는 컴퓨터 분야에 전혀 경험이 없었다. 그러나 CEO 선발을 책임진 HP의 이사 4명은 피오리나의 비전과 열정, 지도력에 높은 점수를 줬다. 피오리나는 특히 전술적인 목표를 세워 계획한 일을 실제로 이루는 능력이 있다고 평가했다. HP의 숨은 실력자이며 선발위원 중 한 명인 딕 핵본은 피오리나에 대해 "제2의 잭 웰치가 될 수도 있겠어"라고 말할 정도였다. 피오리나는 주요 주주들의 반대를 이겨내며 HP와 컴팩의 합병(2002년)을 성사하고, HP의 부활을 주도하며 선발위원들의 기대에 부응하는듯 했다.
그러나 2002년 이사회와 주주들의 강한 반발에도 경쟁업체인 컴팩을 인수했으나 예상보다 못한 수익 부진으로 고전했고, 미래 전략을 둘러싼 이사회와 다른 의견으로 2005년 2월, 칼리 피오리나는 CEO를 사임한다. 2005년 3월 CEO로 취임한 마크 허드는 취임하며 800억 달러의 매출을 2010년 8월 퇴임할 때까지 1150억 달러로 올렸다. 허드가 CEO로 재임하던 기간 동안 HP의 주당순이익(EPS)은 2배 이상 뛰었다. 그러나 허드는 2010년 8월 마케팅 대행 업체 여성 대표와 추문에 휘말리면서 불명예 퇴진했다. 성희롱 당했다는 마케팅 대행 업체 대표의 주장에 대해 HP 이사회가 조사를 한 끝에 사내 성희롱 내규를 위반하지는 않았지만 공금 횡령 혐의가 있다면서 마크 허드를 해임했다. 2010년 CEO로 취임한 레오 아포테커는 11개월만에 해고되었다. 2011년 9월 이사회의 일원인 메그 휘트먼이 CEO로 취임하고 PC와 프린터 사업부를 통합하는 등 경영활동을 계속하고 있다.
2010년 HP사는 웹OS와 그에 기반한 스마트폰을 생산하던 팜을 12억달러에 인수했지만, 이듬해 신제품의 판매 부진으로 출시 6주만에 전격 사업 중단 결정을 내렸다. 2011년 8월 19일 자사의 스마트폰과 태블릿 PC, 일반 PC 사업 철수 의향을 밝혔다. 수익성 저하로 인하여 SW 사업을 회사의 주력으로 삼기 위함이라고 한다. 하지만 다시 HP사는 PC 산업에 대한 철수 의향을 철회하였으며, 2월부로 웹OS를 공개 개방하였다. 2013년 2월 LG전자에 웹OS 기술을 매각했고, 2014년 1월, 퀄컴에 1,400개에 이르는 팜 특허와 관련된 스마트폰 특허를 매각했다.
2015년 11월 1일 기존 단일 대형 기업인 휴렛 팩커드 컴퍼니는 전략적 기업분할을 선택하여, 컴퓨터 제조 관련 사업은 HP 주식회사로 이름을 바꾸었으며, 클라우드 관련 사업은 휴렛 팩커드 엔터프라이즈로 분리했다.

## 스폰서
- HP 파빌리온 더 네임드 Season3

## HPLIP 프로젝트
HP(휴렛 패커드社)가 주도하는 HPLIP(HP Linux Imaging and Printing)프로젝트는 완전한 인쇄, 스캔 및 팩스 지원을 통해 HP의 잉크젯 및 레이저 프린터와 상호 작용하는 리눅스(Linux)시스템의 능력 향상이 목표이다.

## 자회사
- HyperX(하이퍼X): HP의 게이밍 기어 브랜드

## 같이 보기
- 캐논